# Sâmbăta (Bihor)
Sâmbăta (in ungherese Szombatság) è un comune della Romania di 1 522 abitanti, ubicato nel distretto di Bihor, nella regione storica della Transilvania.
Il comune è formato dall'unione di 6 villaggi: Copăceni, Ogaști, Rogoz, Rotărești, Sâmbăta, Zăvoiu.